# Sepenupet
A Sepenupet (šp-n-wp.t) ókori egyiptomi női név.
Ismert viselői:
- I. Sepenupet, magas rangú papnő a XXV. dinasztia idején[2]
- II. Sepenupet, magas rangú papnő a XXV. dinasztia idején[3]
- I. Nitókrisz, más néven III. Sepenupet, magas rangú papnő a XXVI. dinasztia idején[4]
- Sepenupet, III. Oszorkon fáraó fiatalon meghalt lánya[2]